# 冰川學家灣
71°14′S 5°30′W / 71.233°S 5.500°W
冰川學家灣（英語：Glaciologist Bay）是南極洲的海灣，位於毛德皇后地沿岸，處於傑爾巴特冰架西南部，長46公里，該海灣根據挪威探險隊的測量和拍攝的空中照片被繪入地圖。